# Dystopia
Dystopia (st.gr. δυς – zły; τόπος – miejsce) – utwór fabularny z dziedziny literatury fantastycznonaukowej, przedstawiający czarną wizję przyszłości, wewnętrznie spójną i wynikającą z krytycznej obserwacji otaczającej autora sytuacji społecznej. Dystopia przyjmuje pesymistyczny osąd zastanego świata, fantastyczna wizja jest zazwyczaj jego hiperboliczną konstatacją, negującą możliwość odmiany zastanego stanu rzeczy w przyszłości.

## Dystopia a antyutopia
W języku niefachowym i w większości słowników oba te pojęcia są definiowane synonimicznie. Za oddzielny gatunek literacki nie uznaje antyutopii Andrzej Zgorzelski.
Niektórzy jednak rozróżniają te terminy. Według Andrzeja Niewiadowskiego dystopia, ze względu na podobieństwa w kreowaniu odstręczających obrazów ludzkiej egzystencji, jest często utożsamiana z antyutopią. Istotna różnica między tymi zjawiskami literackimi polega na tym, że dystopia swoje pesymistyczne wizje przyszłości wywodzi bezpośrednio z tendencji rozwojowych współczesnej autorowi rzeczywistości, a nie z utopijnych programów jej naprawy. Jako taka, antyutopia jest polemiką z utopijnymi wyobrażeniami o świecie doskonałym.

## Pochodzenie terminu
W odróżnieniu od pojęcia utopii wprowadzonego przez angielskiego pisarza i myśliciela Thomasa More’a już w 1516 roku, jest ona terminem o krótkim rodowodzie. Pierwsza wzmianka o dystopii pojawiła się 12 marca 1868 roku podczas obrad parlamentarnych Izby Gmin, gdy ekonomista John Stuart Mill użył tego sformułowania w humorystyczny sposób, przeciwstawiając je More’owskiej definicji, a także traktując je synonimicznie do już istniejącej „kakotopii”, ukutej przez Jeremy’ego Benthama.
Jako termin literacki zaczęła zdobywać popularność dopiero w XX wieku za sprawą takich pisarzy jak George Orwell, Aldous Huxley, James Graham Ballard czy Philip K. Dick, jednak zainteresowanie nią nie przemija i cieszy się coraz większym powodzeniem również obecnie, czego dowodem jest sukces takich produkcji filmowych jak Blade Runner (1982), Ludzkie dzieci i Nie opuszczaj mnie.
Bywa zamiennie nazywana „utopią pesymistyczną”, „kontrutopią”, „utopią negatywną” i „kakotopią”.

## Charakterystyka gatunku
Przewodnim motywem dystopijnego utworu jest umieszczenie akcji narracji w bliżej nieokreślonym miejscu i czasie. Fikcyjny świat przedstawiony stanowi całkowite zaprzeczenie utopijnego „raju na ziemi”, prezentując najgorszą możliwą do spełnienia się wizję przyszłości. Za oś centralną powieści tego nurtu uznaje się temat ekstremalnej inwigilacji i manipulacji społeczeństwa przez państwowe organizacje w celu utrzymania władzy absolutnej. Głównym bohaterem jest zazwyczaj jednostka wyłamująca się z opresyjnego systemu, starająca się wieść życie na własnych zasadach i podejmująca próby walki z panującym reżimem.
Jednym z najważniejszych kryteriów, jakie musi spełnić dzieło literackie, by móc być nazywane dystopią, jest nawiązanie autora do współczesnej mu rzeczywistości społeczno-historycznej, którą poddaje mniej lub bardziej dosadnej krytyce, posługując się przy tym takimi środkami stylistycznymi jak metafora lub alegoria. Równie ważne jest poświęcenie szczególnej uwagi mechanizmom kontroli, za pomocą których rządowe instytucje śledzą obywateli, jak również dokładne przenalizowanie procesu zatracania dobroczynnych właściwości przez najnowsze zdobycze nauki czy unaocznienie zgubnego wpływu rozwoju technologicznego. Autor powinien uwzględnić także wątek alienacji jednostki, eliminacji przeszłości ze świadomości społecznej przez organy rządzące, gloryfikacji totalitaryzmu i zdegradowanie ludzkiego zachowania do wyuczonych odruchów Pawłowa.
Istotnym czynnikiem leżącym u podwalin powstania dystopii jest kryzys wiary w postulaty filozofów oświeceniowych, jakoby intensywny rozwój zdobyczy techniki i nauki w krajach zachodnich XIX wieku nierozerwalnie szedł w parze z moralnym doskonaleniem się ludzi. Wraz z zaistnieniem faszyzmu, komunizmu i innych totalitaryzmów w Europie XX wieku ówcześni pisarze i myśliciele odrzucili ten optymistyczny koncept na rzecz krytycznego i sceptycznego podejścia w ocenie otaczającej ich rzeczywistości, czego wyraz można znaleźć w ponurych wizjach Karla Marxa, Friedricha Nietzschego, Sigmunda Freuda czy Charlesa Darwina.
Obecnie dystopię często wiąże się z postapokaliptycznymi obrazami, takimi jak dewastacja natury, destrukcyjny wpływ zmian klimatycznych na środowisko i ludzkie życie oraz pandemie.
Po 2010 roku nastąpił gwałtowny wzrost popularności dystopijnych filmów oraz literatury young adult. Niektórzy komentowali ten trend, mówiąc, że „łatwiej wyobrazić sobie koniec świata niż koniec kapitalizmu”. Teoretyk i krytyk kultury Mark Fisher wiązał to wyrażenie z pojęciem realizmu kapitalistycznego, który określał jako „powszechne poczucie, że kapitalizm jest nie tylko jedynym zdolnym do przetrwania systemem politycznym i gospodarczym, ale także, że obecnie nie można nawet wyobrazić sobie spójnej alternatywy dla niego”. Użył owej frazy jako tytułu otwierającego rozdział swojej książki Realizm kapitalistyczny: czy nie ma alternatywy? (ang. Capitalist realism: Is there no alternative?). W książce odnosi się również do dystopijnego filmu Ludzkie dzieci (pierwotnie powieść P.D. James), aby zilustrować to, co opisuje jako „powolne anulowanie przyszłości”.